# 橋段
橋段（trope）是指在作品中的表現手段。常見於小說、漫畫、電影、電視劇、舞台劇、廣播劇、遊戲等創作形式中。一個橋段就是一個表現手法、呈現方式、鏡頭（於電影中）、運用的手段、噱頭、哏（台灣用語）、某個吸引人的畫面、某個固定格式的劇情、某個固定的台詞或文句等等。其作用在于推动情节的发展和场面的转换。
如果在某個作品中某個橋段一直被重覆運用，可能會被批評為缺乏創意（或稱為老哏或爛哏）。某些作品會戲仿他作品的橋段（相同的形式、格式），當作是對他作品的致敬或惡搞。抄襲他作品明顯的相同橋段（固定的台詞、劇情）可能會觸犯版權。
与桥段近似的概念叫“情节点”。“点”在时间上，比“段”更短。常常就是一句话，一个动作。其作用是改变故事发生的方向，把这场戏引入到一下场戏。